# Rhazunda
Rhazunda là một chi bướm đêm thuộc họ Erebidae.